# 沁县站
沁县站，位于中华人民共和国山西省长治市沁县，是太焦铁路上的火车站，建于1975年，由太原局集团太原车务段管辖。

## 歷史
- 建于1975年。

## 車站周邊
- 沁县市容环卫管理中心
- 沁州购物中心
- 中国人民银行沁县支行
- 沁县教育局
- 沁县卫生局
- 沁县安全生产监督管理局
- 沁县人民政府
- 沁县人民检察院反贪污贿赂局
- 沁县财政局
- 沁县审计局
- 沁县育才小学
- 中国邮政储蓄银行沁州路营业所
- 沁县汽车站

## 外部連結
- 中国铁路客户服务中心 （页面存档备份，存于）